# Horas de Catarina de Cleves

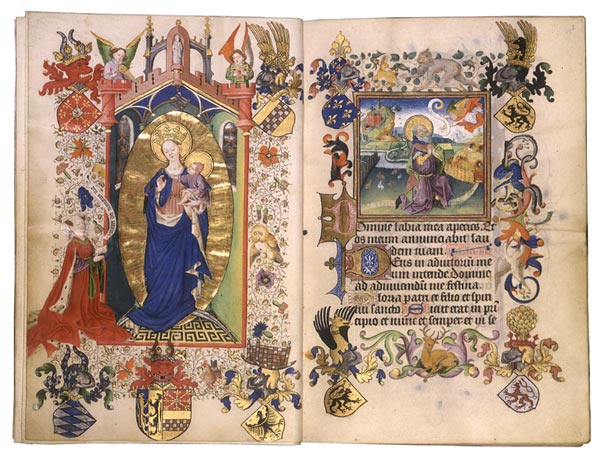
Catarina de Cleves diante da Virgem

As Horas de Catarina de Cleves é um livro de horas manuscrito e ricamente iluminado, em dois volumes, preservado na Biblioteca e Museu Morgan (M. 917; and M. 945), em Nova Iorque. O manuscrito é também conhecido como Horas Guennol e Horas Arenberg, e foi produzido em Utrecht pelo Mestre de Catarina de Cleves em torno de 1440. É um dos manuscritos iluminados mais ricos que sobrevivem do século XV e tem sido descrito como o apogeu da iluminura do norte da Europa. Este livro de horas, como outros de seu gênero, contém ofícios, litanias e orações em latim, junto com textos adicionais e 157 ilustrações.
Os livros de horas eram muito populares na Idade Média, sendo destinados a uso privado por pessoas que preferiam estruturar suas práticas religiosas em uma ordem pré-estabelecida. O texto é em suma um devocionário centrado na vida da Virgem Maria, com um calendário litúrgico, ciclos das estações do ano, salmos, ofícios dos mortos e textos suplementares em honra aos santos venerados por cada patrono e em celebração a eventos diversos.
.

## Histórico
Catarina nasceu em Cleves da antiga e rica família dos condes de Cleves, proprietários do castelo de Schwanenburg, no ano em que eles foram elevados a duques, 1417. As Horas de Catarina de Cleves foi encomendado por ela (ou talvez seu pai) para comemorar seu casamento com Arnoldo, duque de Guelders, em 26 de janeiro de 1430, provavelmente sendo concluído em 1440. A data inicial de sua confecção foi estabelecida como sendo depois de 1434 a partir de uma reprodução de uma moeda que consta em uma das margens, que figura Filipe, o Bom, duque da Borgonha, e que mostra esta data.
Catarina e seu esposo são retratados nas duas primeiras miniaturas de folha inteira, junto com seus brasões, celebrando sua distinta linhagem. Brasões de seus ancestrais também são representados nas margens. Ela aparece ainda em outras ilustrações em atitudes piedosas.

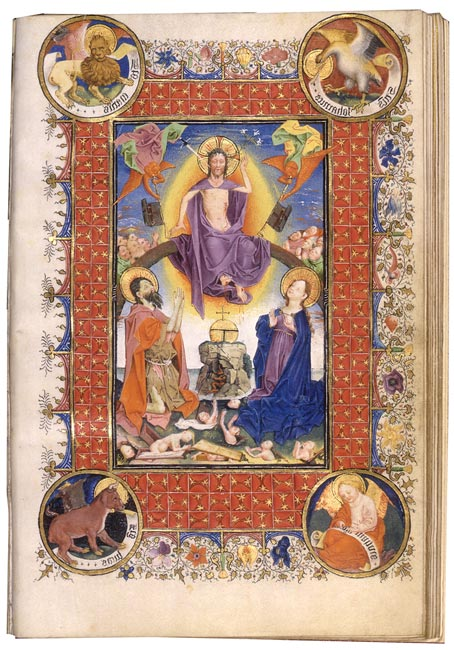
O Juízo Final

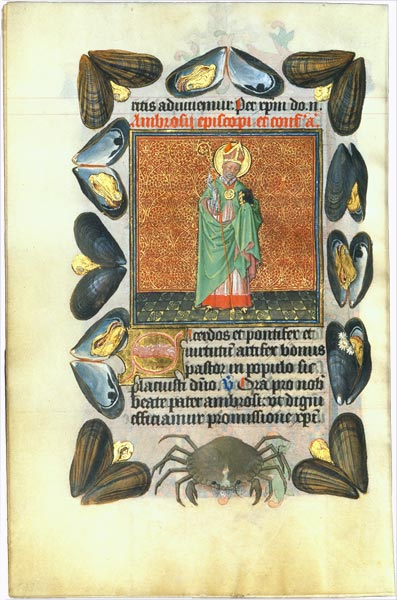

Aparentemente Catarina o deu a Ermengard de Lochhorst, e depois disso o manuscrito desapareceu por cerca de 400 anos, ressurgindo em 1856, quando foi posto à venda por Jacques Joseph Techener por 15 mil francos. Foi provavelmente ele quem dividiu o livro em duas partes (M 945, M 917), e nesta operação algumas páginas se perderam. O M 917 em 1936 estava na posse do barão Maurice de Rothschild, e depois apareceu no mercado de antigüidades em 1963, posto à venda por Frederick Adams, quando foi adquirido pela Biblioteca e Museu Morgan. O M 945 foi comprado pelo príncipe Carlos de Arenberg em 1896, permanecendo com sua família até 1958, quando foi vendido por Hans Kraus. Foi comprado por Alistair Bradley Martin para a Coleção Guennol e vendido novamente em 1970 por Kraus, e então a Biblioteca e Museu Morgan o comprou. Ali ele foi estudado e se pôde reconstituir a seqüência original correta.

### O estilo
As Horas de Cleves foram elaboradas por um artista anônimo, conhecido como o Mestre de Catarina de Cleves, talvez da família van Aken, e com uma colaboração menor de possivelmente mais dois outros iluminadores. Seu estilo é atraente e original, com ilustrações incomuns para um destinatário do sexo feminino, como por exemplo mostrando cenas do inferno, tidas como assustadoras demais para as mulheres. Também sua organização é pouco usual, dividindo as imagens em cenas principais e sub-cenas marginais que complementam e comentam o texto e as imagens mais destacadas. Alguns detalhes são muito semelhantes a elementos do Altar de Merode, de Robert Campin (ou de sua escola), e sugerem que ele foi usado como modelo. Sua iconografia não está privada de humor e ironia, e influenciou outros iluminadores da época e artistas posteriores, sendo considerado um dos precursores da escola holandesa de pintura do século XVII.
Há poucas repetições em uma diversidade de cenas da vida da nobreza e da plebe, que são figuradas com grande detalhe, sugerindo que o livro devia ser lido com o auxílio de uma lente. As figuras são construídas com fluência e elegância e o fundo mostra o uso da perspectiva. O conjunto tem grande harmonia, e a seqüência das ilustrações evidencia o progresso artístico do autor ao longo dos vários anos de sua composição.